# Vlag van Den Haag
De vlag van Den Haag werd op 2 december 1920 per raadsbesluit van de Haagse gemeenteraad aangesteld als de gemeentelijke vlag. Tot dit raadsbesluit waren de kleuren zwart en geel. 
In 1920 werd besloten tot een vlag bestaande uit twee gelijke banen van groen en geel. Op 28 maart 1949 werden de kleuren middels een dienstmededeling aangepast: in plaats van groen en geel werd de vlag geel met groen en de tint groen werd gewijzigd van donkergroen naar grasgroen.
Het verhaal gaat dat de keuze van de kleuren geel/groen is gebaseerd op de grond waarop Den Haag is gebouwd: Den Haag is deels gebouwd op zandgrond en deels op veen. Het geel in de vlag staat voor zand en het groen staat voor het veen. Een aannemelijker verklaring, die ook door Sierksma wordt gegeven, is dat het oude stadswapen van Den Haag de ooievaar op een grasveld toonde, waardoor zowel geel als groen aan het oorspronkelijke wapen zijn ontleend.

## Eerste vlag
In 1857 werd door de burgemeester aan de minister van Binnenlandse Zaken meegedeeld dat de kleuren van de Haagse vlag zwart en geel waren, gelijk aan de kleuren van het gemeentewapen. Deze vlag is echter nooit officieel vastgesteld.

## Gebruik
De voetbalclub ADO Den Haag gebruikt een gedraaide versie van de vlag in hun logo. Het logo van Den Haag gebruikt de kleuren van de vlag sinds 2013.

## Verwante afbeeldingen

Het wapen van Den Haag (1816-1991)
Het wapen van Den Haag (voor 1816)

Alblasserdam
· Albrandswaard
· Alphen aan den Rijn
· Barendrecht
· Bodegraven-Reeuwijk
· Capelle aan den IJssel
· Delft
· Den Haag
· Dordrecht
· Goeree-Overflakkee
· Gorinchem
· Gouda
· Hardinxveld-Giessendam
· Hendrik-Ido-Ambacht
· Hillegom
· Hoeksche Waard
· Kaag en Braassem
· Katwijk
· Krimpen aan den IJssel
· Krimpenerwaard
· Lansingerland
· Leiden
· Leiderdorp
· Leidschendam-Voorburg
· Lisse
· Maassluis
· Midden-Delfland
· Molenlanden
· Nieuwkoop
· Nissewaard
· Noordwijk
· Oegstgeest
· Papendrecht
· Pijnacker-Nootdorp
· Ridderkerk
· Rijswijk
· Rotterdam
· Schiedam
· Sliedrecht
· Teylingen
· Vlaardingen
· Voorne aan Zee
· Voorschoten
· Waddinxveen
· Wassenaar
· Westland
· Zoetermeer
· Zoeterwoude
· Zuidplas
· Zwijndrecht